# Manchester City Academy Stadium
Il Manchester City Academy Stadium è uno stadio calcistico inglese situato nella città di Manchester.

## Storia
Nel 2016 ha ospitato il Campionato mondiale di rugby a 15 Under-20. Nel 2022 ha ospitato il Campionato europeo femminile di calcio.